# مک‌مافیا (مجموعه تلویزیونی)
مک‌مافیا (به انگلیسی: McMafia) یک مجموعه تلویزیونی جنایی بریتانیایی است که توسط حسین امینی و جیمز واتکینز ساخته شده و توسط واتکینز کارگردانی شده‌است. داستان این مجموعه تلویزیونی از کتاب مک مافیا: سفری به جنایات سازمان‌یافته بین‌المللی (McMafia: A Journey Through the Global Criminal Underworld) نوشتهٔ میشا گلنی که در سال ۲۰۰۸ منتشر شده، الهام گرفته‌است.
مجموعه تلویزیونی مک‌مافیا در شبکه بی‌بی‌سی وان تولید شده و فصل نخست آن شامل ۸ قسمت از ابتدای ژانویه ۲۰۱۸ پخش شد. ساخت فصل دوم این سریال در ۸ قسمت تمدید شده‌است.

## خلاصه داستان
الکس گادمن (جیمز نورتون) پسر خانواده‌ای روسی است که در لندن زندگی می‌کند. پدر او تاجری تبعیدی و یکی از اعضای سابق مافیای روسیه است. الکس زندگی مستقلی برای خودش دست و پا کرده اما گذشته خانواده‌اش دست از سرش برنمی‌دارد و پایش را به ماجراهایی خشونت‌بار می‌کشاند.

## بازیگران اصلی
- جیمز نورتون در نقش الکس گادمن
- دیوید استراتیرن در نقش سمیون کلیمان، بازرگان اسرائیلی
- جولیت رایلنس در نقش ربکا هارپر، نامزد الکس
- مراب نینیدزه در نقش وادیم کالیان، عضو قدرتمند مافیای روسیه
- الکسی سربریاکوف در نقش دیمیتری گادمن، پدر الکس
- ماریا شوکینا (Maria Shukshina) در نقش اوکسانا گودمن، مادر الکس
- فی مارسی در نقش کتی گودمن، خواهر الکس
- دیوید دنسیک در نقش بوریس گودمن، عموی الکس
- اوشاری کوهن در نقش یوسف، محافظ اسرائیلی
- سوفیا لبدیوا در نقش لایودمیالا نیکولایوا
- کایو بلات در نقش آنتونیو مندز
- کیریل پیروگوف در نقش ایلیا فدوروف
- نوازالدین صدیقی در نقش دیلی محمود، شریک تجاری هند
- کارل رودن در نقش کارل بنس